# Limingen
El Limingen (sami meridional: Lyjmede) és un gran llac d'aigua dolça de Noruega, amb 93,50 km², el novè més extens del país. El llac està situat a 418 msnm, té una profunditat màxima de 192 metres i el seu volum es calcula en 8,34 km³. Administrativament, el llac es troba al comtat de Nord-Trøndelag i limita amb els municipis de Røyrvik i Lierne.
El llac es troba molt pròxim a la frontera amb Suècia, en una àrea on hi ha força llacs d'una mida similar com ara el Tunnsjøen (100,18 km²) i el Namsvatnet (39,38 km²) a Noruega i com el Stor-balsjön, el Storjön i el Kvambergsvattnet a Suècia.
El nivell del llac està regulat mitjançant preses. A l'extrem nord del Limingen hi desguassa el riu Røyrvikelva a través d'una presa. L'aigua flueix a través d'un túnel fins a la central elèctrica de Røyrvikfoss, localitzada a la localitat de Røyrvik. A l'extrem sud del llac, prop del poble de Limingen al municipi de Lierne, l'aigua surt a través d'un altre túnel fins al llac Tunnsjøen a través de la central elèctrica de Tunnsjø, així com cap a la central elèctrica de Linvasselv, ja en territori suec. El nivell de l'aigua varia aproximadament fins a 10 metres.